# Comunhão de Porvoo

Países com igrejas da Comunhão de Porvoo. As Igrejas da Comunhão Anglicana têm nomes rosa ou violeta, enquanto as Igrejas Nórdicas Luteranas têm nomes vermelhos igrejas. Levar em consideração que a imagem (não atualizada) ainda não incluiu o ano de 2014 como parte de sua legenda (ano em que outras duas igrejas oficialmente assinaram o acordo e passaram do status de "observadoras" para membros)

Comunhão de Porvoo ou Igrejas de Porvoo é o resultado do acordo celebrado entre doze igrejas protestantes da Europa em 1992, no encerramento de conversações teológicas mantidas por representantes oficiais de igrejas anglicanas e igrejas luteranas nórdicas, bálticas, ibéricas e costa noroeste da Europa. Estas conversações realizaram-se no período de 1989 a 1992 e estabelecem plena comunhão entre as igrejas signatárias do acordo. Até o ano de 2014,  6 igrejas anglicanas e 9 igrejas luteranas tinham assinado o acordo como membros (e apenas 1 igreja, desde 1994, está sob o status de "Igreja Observadora", isto é, é uma igreja que - embora tenha participado das negociações que levaram à declaração da Comunhão de Porvoo e tenha status de observador nas reuniões - ainda não é uma signatária formal do acordo).
Tomou o nome de Porvoo por ter sido na catedral de Porvoo, na Finlândia, que se celebrou a Eucaristia no último domingo das conversações (para ver como o nome "Porvoo" é pronunciado por nativos do finlandês clique aqui).
Trata-se de um marco importante no diálogo ecumênico realizado entre a Igreja Anglicana e a Igreja Luterana na Europa do Norte.
Um dos resultados deste acordo é que os bispos, presbíteros e diáconos de todas as igrejas participantes podem exercer seu ministério em todas as demais. Todas as igrejas participantes são igrejas episcopais; porém, não têm doutrina única sobre o episcopado. Apesar disto, decidiram reunir-se para um futuro comum. Participam das ordenações das demais igrejas da Comunhão de Porvoo, na busca da criação de um episcopado comum.

## Igrejas participantes da Comunhão de Porvoo

### Igrejas anglicanas
- Igreja Episcopal da Escócia (membro desde 1994)
- Igreja da Inglaterra (membro desde 1995)
- Igreja da Irlanda (membro desde 1995)
- Igreja do País de Gales (membro desde 1995)
- Igreja Episcopal Reformada da Espanha (membro desde 2001)
- Igreja Lusitana Católica Apostólica Evangélica (membro desde 2001)

### Igrejas luteranas
- Igreja da Noruega (membro desde 1994)
- Igreja da Suécia (membro desde 1994)
- Igreja Evangélica Luterana da Estônia (membro desde 1994)
- Igreja Evangélica Luterana da Lituânia (membro desde 1994)
- Igreja Evangélica Luterana da Finlândia (membro desde 1995)
- Igreja da Islândia (membro desde 1995)
- Igreja Evangélica Luterana da Dinamarca (membro desde 2010)
- Igreja Evangélica Luterana Letã no Exterior (membro desde 2014)
- Igreja Evangélica Luterana da Grã-Bretanha (membro desde 2014)

### Igreja Observadora (Igreja ainda não formalmente signatária/membro do acordo)
- Igreja Evangélica Luterana da Letônia[1] (com status de igreja observadora desde 1994)

### Livros sobre a Comunhão de Porvoo
- C. J. Podmore, ed. (1993). Together in Mission and Ministry: The Porvoo Common Statement, With, Essays on Church and Ministry in Nothern Europe. England: Church House Publishing. SBN: 0 7151 5750 7.
- Tjørhom, Ola, ed. (2002). Apostolicity and Unity: Essays on the Porvoo Common Statement. Geneva: Wm. B. Eerdmans Publishing. ISBN 978-2-8254-1375-3.

Este acordo faz parte de um conjunto de iniciativas de caráter ecumênico que as diversas igrejas protestantes vêm realizando.
A Comunhão Anglicana celebrou acordos de reconhecimento recíproco com a Igreja Evangélica da Alemanha (Meissen, 1988), com as Igrejas Luteranas Escandinavas e Bálticas (Porvoo, 1992) e com as Igrejas Evangélicas da França (Reuilly, 1999).